# A Magyar Népköztársaság Minisztertanácsa
A Magyar Népköztársaság Minisztertanácsa volt Magyarország kabinetje a kommunista uralom idején. 1949-ben jött létre, az új alkotmány elfogadásával, amely formálisan létrehozta a Magyar Népköztársaságot. A Minisztertanács az állammal együtt szűnt meg 1989-ben, mikor kikiáltották a harmadik magyar köztársaságot.
A Minisztertanács az elnökből (miniszterelnökből), az elnökhelyettesekből, az államminiszterekből, a minisztériumvezetőkből és az Országos Tervtanács elnökéből állt. Az Országgyűlés a Magyar Népköztársaság Elnöki Tanácsának javaslatára megválasztotta és felmentette az elnököt és a minisztereket.

## Elnökei
| Név            | Hivatal kezdete      | Hivatal vége         |
| -------------- | -------------------- | -------------------- |
| Dobi István    | 1949. augusztus 20.  | 1952. augusztus 14.  |
| Rákosi Mátyás  | 1952. augusztus 14.  | 1953. július 4.      |
| Nagy Imre      | 1953. július 4.      | 1955. április 18.    |
| Hegedüs András | 1955. április 18.    | 1956. október 24.    |
| Nagy Imre      | 1956. október 24.    | 1956. november 4.    |
| Kádár János    | 1956. november 4.    | 1958. január 28.     |
| Münnich Ferenc | 1958. január 28.     | 1961. szeptember 13. |
| Kádár János    | 1961. szeptember 13. | 1965. június 30.     |
| Kállai Gyula   | 1965. június 30.     | 1967. április 14.    |
| Fock Jenő      | 1967. április 14.    | 1975. május 15.      |
| Lázár György   | 1975. május 15.      | 1987. június 25.     |
| Grósz Károly   | 1987. június 25.     | 1988. november 24.   |
| Németh Miklós  | 1988. november 24.   | 1989. október 23.    |

## Fordítás
Ez a szócikk részben vagy egészben  a   Council of Ministers of the Hungarian People's Republic című angol Wikipédia-szócikk ezen változatának fordításán alapul.  Az eredeti cikk szerkesztőit annak laptörténete sorolja fel. Ez a jelzés csupán a megfogalmazás eredetét és a szerzői jogokat jelzi, nem szolgál a cikkben szereplő információk forrásmegjelöléseként.